# Dale Carnegie
Dale Breckenridge Carnegie (Maryville, Missouri, 1888. november 24. –         Forest Hills, New York, 1955. november 1.) amerikai író, előadó, az önmegvalósítás egyik szószólója. Számos nagy sikerű könyv szerzője.

## Élete
Egy szegény farmer és egy tanítónő gyermekeként szerény körülmények között nőtt fel. Az iskolában már a szónokversenyeken kitűnt kommunikációs tehetségével. A Warrensburgi Állami Tanítóképző Főiskolán végzett, iskolai tanár képzettséget szerezve.
A főiskola utáni első munkája abból állt, hogy levelező kurzusokat árult farmereknek. Utána az Armour & Company cégnél kereskedőként dolgozott. Itt sikeres eladótevékenysége kiváló tapasztalatokat adott számára az értékesítésben. De ügynöki tevékenységét és tanári álmait otthagyva, New Yorkba ment a Színművészeti Főiskolára. Közben úgy érezte, hogy a színészet nem neki való, így egy ideig teherautók eladásával foglalkozott, de ez a munka sem elégítette ki.
Munkanélküli lett és élete fordulóponthoz érkezett. Elhatározta, hogy nyilvános beszédet fog tanítani az embereknek. 1912-től New Yorkban a YMCA-nél (Keresztény Ifjak Egyesülete) kezdett el beszédművészetet tanítani. Tanfolyamai roppant népszerűek lettek, és rövidesen már külföldre is hívták előadásokat tartani. A következő évtizedekben több nagy sikerű könyve is megjelent, melyek a mai napig világszerte ismertek és az általa kidolgozott módszert alkalmazzák a menedzseri képzésekben, kommunikációs, vezetési és menedzsment tréningeken. A Carnegie által létrehozott vállalkozás ma az egész világot átszövő tréninghálózattá fejlődött, több mint 90 országban helyi képviseletekkel.

## Művei
Legismertebb művei:
- How to Win Friends and Influence People (Hogyan szerezzünk barátokat, hogyan bánjunk az emberekkel)' (1936)
- How to Stop Worrying and Start Living  (Ne aggódj, tanulj meg élni!) (1948)
- Lincoln the Unknown (Lincoln az ismeretlen) (1932)
- The Quick and Easy Way to Effective Speaking (A hatásos beszéd módszerei)

### Magyarul
- Érvényesülés. Amerikai karrier-iskola; ford. Varga István; Bárd Ferenc és Fia, Bp., 1941
  - (Sikerkalauz. Hogyan szerezzünk barátokat, hogy bánjunk az emberekkel? címen is)
- Hogyan fejezzük be az aggódást és kezdjünk el élni; ford. Molnár Sándor; BME, Bp., 1988 (Barométer kiskönyvtár)
- Hogyan szerezzünk barátokat és befolyásoljuk az embereket; ford. Varga István; röv. kiad.; BME, Bp., 1988 (Barométer kiskönyvtár)
- Hogyan szerezzünk barátokat és befolyásoljuk az embereket. Kimaradt fejezetek; ford. Varga István; BME, Bp., 1988 (Barométer kiskönyvtár)
- Sikerkalauz. Hogyan szerezzünk barátokat, hogy bánjunk az emberekkel?; ford. Varga István; 3. átdolg. kiad.; Minerva, Bp., 1989
  - (Érvényesülés. Amerikai karrieriskola címen is)
- A hatásos beszéd módszerei. A meggyőzés iskolája; átdolg. Dorothy Carnegie, ford. Takács Viktória; HVG Rt., Bp., 1990
- Ne aggódj, tanulj meg élni!; ford. Katona Ágnes; Fényszedő Központ, Bp., 1991
- Hogyan fejezzük be az aggódást és kezdjünk el élni; ford. Katona Ágnes; 2. átdolg. kiad.;. Bagolyvár, Bp., 2008
- Hogyan szerezzünk barátokat és befolyásoljuk az embereket; ford. Varga István; 4. átdolg. kiad.; Bagolyvár, Bp., 2008 (Sikerkalauz)